# Hermenerico (cônsul)

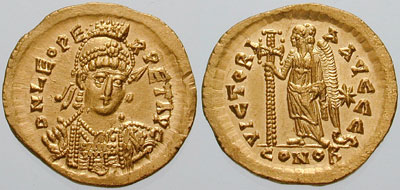
Soldo do imperador r.

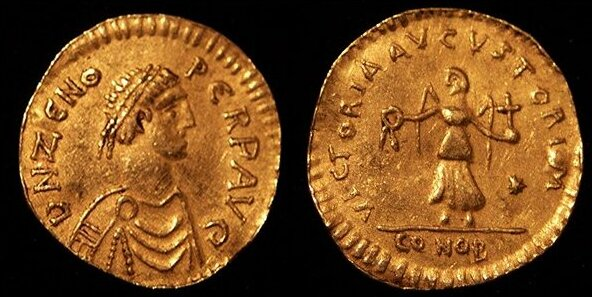
Tremisse do imperador Zenão (r. 474–475; 476–491)

Hermenerico (Hermenericus), Herminerico (Herminericus), Erminerico (Erminericus), Ermenerico (Ermenericus), Hermanarico (Hermanaricus), Ermanarico (Ermanaricus), Hermanrico (Hermanricus), Ermanrico (Ermanricus), Armenarico (Armenaric(h)us) ou Arminerico (Armenaric(h)us), foi oficial bizantino do século V, ativo durante o reinado dos imperadores Leão I, o Trácio (r. 457–474), Zenão (r. 474–475; 476–491) e Basilisco (r. 475–476). Era filho do mestre dos soldados Áspar. Em 465, foi nomeado cônsul ao lado de Basilisco. Em 471, por estar ausência da corte, foi poupado no expurgo de seus parentes e foi enviado por Zenão à Isáuria, onde casar-se-ia com sua filha ilegítima. Retornou para Constantinopla em 474. Participou e depois traiu uma conspiração contra Zenão e por 484 liderou tropas rúgias contra o revoltoso Ilo.

## Biografia
Ele era filho do mestre dos soldados Áspar com sua esposa de nome ircerto, irmã do ostrogodo Triário e tia de Teodorico Estrabão. Ele teve dois meios-irmãos, Ardabúrio e Júlio Patrício. Seu nome faz referência ao rei grutungo Hermenerico que governara os godos em Aujo no século IV. Segundo Herwig Wolfram, a escolha deste nome seria um indicativo do parentesco de Hermenerico e sua mãe com a dinastia dos Amalos, um fato reforçado pela alegação de João de Antioquia de que Recítaco, primo de Hermenerico, era primo de Teodorico, o Amal, filho do rei Teodomiro (r. 465–474).
Hermenerico é citado pela primeira vez em 465, quando ocupou a posição de cônsul posterior ao lado de Basilisco; fontes ocidentais afirmam que foi cônsul anterior. Viveu em Constantinopla com sua família, mas sabe-se que em 471, estava ausente da capital, o que lhe poupou a vida durante a execução de seu pai sob ordens de Leão I, o Trácio. Segundo Cândido, sua ausência explica-se pelo fato de Zenão tê-lo enviado à Isáuria, onde casar-se-ia com uma filha ilegítima do general. Ali permaneceu até a morte de Leão I em 474, quando retornou para Constantinopla, onde viveu em paz pelo resto de sua vida. Diz-se que quando estava na corte ele tomou parte, mas então traiu uma conspiração arquitetada contra Zenão, à época imperador. Sua última menção ocorre em 484, quando liderou tropas rúgias contra o revoltoso Ilo.